# Степанов, Виктор Николаевич
Ви́ктор Никола́евич Степа́нов (карел. Viktor Nikolaevič Stepanov; род. 27 января 1947, с. Видлица, Олонецкий район, Карело-Финская ССР, СССР) — советский и российский государственный и политический деятель.
Руководитель Республики Карелия (1989—1998). Представитель Республики Карелия в Совете Федерации (1993—1998, 2001—2006). Депутат Законодательного собрания Республики Карелия IV—VI созывов (2006—2021).

## Биография
Родился 27 января 1947 года в селе Видлица Олонецкого района Карело-Финской ССР. По национальности карел.

### Образование и трудовая деятельность
Окончил Карельский государственный педагогический институт в 1975 году, Ленинградскую Высшую партийную школу в 1980 году, аспирантуру Высшей партийной школы при ЦК Компартии Чехословакии в Праге в 1987 году. Кандидат философских наук.
С 1964 по 1968 год — столяр Видлинского производственного участка Ильинского лесозавода. С 1968 года заведующий организационным отделом, с 1970 по 1973 года — второй, затем первый секретарь Олонецкого РК ВЛКСМ. С 1973 года — инструктор, с 1974 года — заведующий отделом, с 1976 года — второй секретарь Карельского обкома ВЛКСМ.

### Партийная карьера
С 1980 года — инструктор Карельского обкома КПСС. С 1980 по 1982 год — второй секретарь Олонецкого РК КПСС, с 1982 по 1984 год — первый секретарь Пряжинского райкома КПСС Карельской АССР. В 1987 году был назначен заведующим отделом Карельского обкома КПСС.
С 1988 года работал в аппарате ЦК КПСС инструктором отдела межнациональных отношений.

### Глава Карелии (1989—1998)
В декабре 1989 года на внеочередной пятнадцатой сессии Верховного Совета Карельской АССР XI созыва был избран председателем Президиума Верховного Совета Карельской АССР. В марте 1990 года был избран депутатом Верховного Совета Карельской АССР нового, XII созыва, в апреле — его председателем.
В результате внесения поправок в Конституцию РСФСР название Карелии дважды менялось: сначала «Карельская ССР» (24 мая 1991), а затем «Республика Карелия» (21 апреля 1992).
Участвовал в выборах народных депутатов РСФСР, состоявшихся 4 марта 1990 года и был избран народным депутатом.
С 1990 по 1993 год — народный депутат России, был членом Комиссии Совета Национальностей по национально-государственному устройству и межнациональным отношениям, был координатором группы депутатов «Суверенитет и равенство», членом фракции «Коммунисты России».
В сентябре 1990 года был избран членом Политбюро ЦК новообразованной Компартии РСФСР.
Во время событий 19-21 августа 1991 года, несмотря на массовые митинги, проходившие в Петрозаводске, и активную антипутчистскую позицию, занятую Петросоветом, республиканские власти долгое время отказывались давать какие-либо комментарии или оценки событиям, ссылаясь на якобы отсутствие достоверной информации о происходящем в Москве. Официальное постановление, осуждавшее действия ГКЧП, было принято лишь после сообщения о провале переворота, прозвучавшего на сессии российского парламента.
22 сентября 1993 года Верховный Совет Республики Карелия XII созыва поддержал решение Съезда народных депутатов РФ, признав неконституционный характер действий президента Ельцина, и в дальнейшем объявил недействительность его указов на территории Карелии. 30 сентября Степанов отбыл в Москву для участия в совещании представителей субъектов федерации для обсуждения путей выхода из кризиса. Решение парламента, в действительности не отражавшее настроения среди граждан республики, вызвало резкое порицание со стороны представителей исполнительной власти, в частности главы Совета министров Сергея Блинникова и петрозаводского мэра Сергея Катанандова — премьер пригрозил разорвать сотрудничество с Верховным Советом, в случае если он не пересмотрит свою позицию. Конфликт между ветвями власти разрешился без митингов и столкновений по завершении кризиса в столице.
После разгона Съезда народных депутатов России в октябре 1993 года Степанов утратил статус народного депутата. Однако принял участие последовавших в выборах в новый парламент России — Совет Федерации, которые состоялись 12 декабря 1993 года.
Вместе с Сергеем Блинниковым Степанов был избран депутатом Совета Федерации первого созыва от Карельского округа (№ 10).
17 апреля 1994 года, будучи единственным кандидатом (Блинников снял свою кандидатуру с выборов), был избран Председателем Правительства Республики Карелия (пост Главы республики) 68,6 % голосов.
С 1994 года Карелия становится активным участником сотрудничества Баренцева/Евроарктического региона, в 1995 году присоединилась к сотрудничеству по линии Совета государств Балтийского моря. Крупнейшими международными проектами времён правительства Степанова стали коридоры развития «Атлантика-Карелия» и «Архангельский коридор».
С января 1996 года по должности входил в Совет Федерации второго созыва, был заместителем председателя Комитета по делам Содружества Независимых Государств.
Оставаясь на губернаторском посту, Степанов сохранял своё членство в партии Союз коммунистов Карелии (СКК, крупнейшей республиканской партийной структуры тех лет, с 1997 г. преобразованной в региональное отделение КПРФ), однако на деле, опасаясь конфронтации с Кремлём, избегал активного сотрудничества с местными коммунистами и даже способствовал становлению в республике партии власти «Наш дом - Россия».
В 1997 году правительство Степанова подверглось резкой критике, после того как новый владелец Сегежского ЦБК, шведский концерн AssiDoman, пытаясь договориться с республиканскими властями по поводу льгот на выплаты по долгам Пенсионному фонду и бюджету, приостановил производство на комбинате, а вскоре, не сумев выстроить конструктивный диалог с правительством, и вовсе его покинул, оставив предприятие на грани выживания.
На выборах весной 1998 года в союзе движением «Карелия», КПРФ и НРПР боролся за пост главы республики с мэром Петрозаводска Сергеем Катанандовым, поддержанным НДР и ЛДПР. Степанов уступил ему как в первом (набрав 34 %), так и во втором (43,16 %) турах. Попытка оспорить результаты выборов в суде закончилась для проигравшего безуспешно.

### Сенатор и депутат
С декабря 1998 года по декабрь 2001 года — руководитель Управления делами Исполкома Союза Белоруссии и России. В декабре 2001 года был назначен представителем в Совете Федерации от исполнительной власти Республики Карелия на срок до мая 2002 года, после очередных выборов Главы Республики Карелия был вновь утвержден в этой должности. В 2006 году полномочия члена Совета Федерации РФ были прекращены.
В 2006 году, на выборах в Законодательное собрание Республики Карелия четвёртого созыва, по соглашению с Мироновым, штатным советником которого он являлся, возглавил республиканский список Российской партии Жизни, получившей, во многом благодаря привлечению его фигуры, второе место по количеству голосов. В парламенте четвёртого созыва Степанов возглавил вновь сформированную фракцию «Справедливая Россия — ЖИЗНЬ». Официальное членство в партии оформил в апреле 2008 года. В 2011 и 2016 годах переизбирался во главе регионального списка «Справедливой России».

## Звания и награды
- Заслуженный работник народного хозяйства Республики Карелия
- Орден Почёта
- Почётная грамота Правительства Российской Федерации (24 января 1997) — за заслуги перед государством и многолетний добросовестный труд
- Благодарность Президента Российской Федерации (5 апреля 2004) — за активное участие в законотворческой деятельности
- Благодарность Президента Российской Федерации (30 мая 1998) — за добросовестный труд и последовательное проведение курса экономических реформ[12]
- Медаль «За заслуги перед Республикой Карелия» (8 июня 2020) — за заслуги перед Республикой Карелия и её жителями, большой вклад в социально-экономическое развитие республики и активную работу в составе Государственной комиссии по подготовке к празднованию 100-летия образования Республикой Карелия[13]
- Почётный гражданин Олонца (1998)[14]
- Почётный гражданин Республики Карелия (2014)

## Семья
Женат, имеет дочь и внучку.
Увлекается шахматами, любит читать.